# Газета Вроцлавська
«Газета Вроцлавська» (пол. Gazeta Wrocławska) — польська щоденна газета, що виходить у Вроцлаві з 1947 року.

## Історія
У комуністичний період газета називалася «Газета Роботнича» (пол. Gazeta Robotnicza). Це був орган Воєводського комітету ПОРП у Вроцлаві. Газета була організаторкою велоперегонів «Стежкою замків П'ястів».
У Третій Речі Посполитій, після приватизації у 1990 році, назву газети було змінено на «Роботнича Газета Вроцлавська» (пол. Robotniczą Gazetę Wrocławską), а потім на «Газета Вроцлавська». Це було зроблено для того, щоб відмежуватися від попередньої історії газети як місцевого органу ПОРП. Після того, як газету викупила у журналістського кооперативу швейцарська компанія (пізніше з'ясувалося, що за нею стоїть німецький пресовий концерн Neue Passauer Presse, дочірнім підприємством якого є Polska Press), газета набула нової форми, а видавець побудував сучасну офсетну друкарню для щоденного видання у Бєлянах поблизу Вроцлава. Під час цих перетворень головним редактором газети був Анджей Булат. Пізніше, після того, як газета перейшла у власність німецького видавця, головними редакторами були Вєслав Мелькарський, Івона Зелінська та Станіслав Дроздовський. Поглинання двох конкурентних вроцлавських газет «Слово Польське» та «Вечор Вроцлавія» призвело до зміни назви газети на «Слово Польське — Газета Вроцлавська» (пол. Słowo Polskie — Gazeta Wrocławska) у 2004 році. Головним редактором до 2010 року був Марек Тваруґ, згодом його посаду обійняв Аркадіуш Франас, колишній заступник головного редактора. У 2021 році посаду головного редактора зайняла Аліція Ґедройць-Скіба, яка пішла у відставку з посади головного редактора у жовтні 2021 року. Її наступником став Артур Матищик, який до цього обіймав посаду заступника головного редактора «Газети Лубуської».
У суботу 13 жовтня 2007 року газета востаннє вийшла під назвою «Слово Польське — Газета Вроцлавська», а з наступного понеділка — під назвою «Польска — Газета Вроцлавська» (пол. Polska — Gazeta Wrocławska) і виходила як частина щоденної газети «Польска». З січня 2015 року виходить під назвою «Газета Вроцлавська».